# DEI
DEI – akronim stosowany w Stanach Zjednoczonych Ameryki utworzony z frazy diversity, equity, and inclusion (różnorodność, równość, inkluzywność) stosowany do programów i ram organizacyjnych, których celem jest promowanie sprawiedliwego traktowania i pełnego uczestnictwa wszystkich ludzi, a w szczególności grup historycznie niedoreprezentowanych lub dyskryminowanych ze względu na tożsamość lub niepełnosprawność. Te trzy pojęcia reprezentują ściśle powiązane wartości, które organizacje starają się zinstytucjonalizować w ramach programów DEI.
Inne, warianty akronimów oznaczających podobne programy stosowane w Stanach Zjednoczonych to:
- I&D – przynależność, sprawiedliwość i dostępność[2],
- DEIB – różnorodność, równość, integracja i przynależność[3]
- JEDI lub EDIJ – sprawiedliwość, równość, różnorodność i integracja[4]
- IDEA, DEIA lub DEAI – różnorodność, równość, integracja i dostępność[5].

W Wielkiej Brytanii termin równość, różnorodność i integracja (EDI) jest używany w podobny sposób.
Różnorodność odnosi się do obecności w obrębie kadry pracowniczej organizacji równowagi pod względem takich cech, jak rasa, płeć, pochodzenie etniczne, orientacja seksualna, niepełnosprawność, wiek, kultura, klasa, status weterana lub religia.
Równość odnosi się do koncepcji uczciwości i sprawiedliwości, takich jak godziwe wynagrodzenie i równość materialna. Rrówność zazwyczaj obejmuje również skupienie się na nierównościach społecznych oraz przydzielanie zasobów i uprawnień decyzyjnych grupom historycznie pokrzywdzonym, a także uwzględnianie unikalnych okoliczności danej osoby i odpowiednie dostosowywanie traktowania, aby uzyskać równy wynik końcowy.
Inkluzja odnosi się także do tworzenia kultury organizacyjnej, która tworzy środowisko, w którym wszyscy pracownicy czują, że ich głos zostanie usłyszany oraz poczucie przynależności i integracji.
Strategie DEI są często stosowane przez menedżerów w celu zwiększenia produktywności i współpracy pracowników oraz wzmocnienia pozytywnej komunikacji. Chociaż DEI jest najczęściej kojarzone z rządem lub środowiskiem korporacyjnym jest powszechnie wdrażane w wielu rodzajach organizacji, takich jak organizacje charytatywne, środowisko akademickie, szkoły i szpitale. Polityka DEI często obejmuje określone działania szkoleniowe, takie jak szkolenia z zakresu różnorodności.
Działania i polityka DEI spotkały się z krytyką i kontrowersjami, z których część dotyczyła skuteczności narzędzi, takich jak szkolenia z zakresu różnorodności; ich wpływu na wolność słowa i wolność akademicką, a także, szerzej, krytyki z powodów politycznych lub filozoficznych. Jest jednym z najważniejszych zagadnień podejmowanych przez ONZ w kontekście praw człowieka.